# Adelphostigma
Adelphostigma — рід змій родини полозових (Colubridae). Представники цього роду мешкають в Південній Америці.

## Види
Рід Adelphostigma нараховує 2 види:
- Adelphostigma occipitalis (Jan, 1863)
- Adelphostigma quadriocellata (Santos, Di-Bernardo & de Lema, 2008)